# Castell de Montpalau
El castell de Montpalau és un castell de Pineda de Mar (Maresme) al cim del turó de Montpalau, als vessants pinedencs del massís del Montnegre. La seva jurisdicció senyorial abastava un extens territori que comprenia una bona part de l'Alt Maresme, des d'Arenys fins a Hortsavinyà, al límit dels dominis del castell de Palafolls. És un edifici declarat bé cultural d'interès nacional.

## Descripció
Actualment, el castell de Montpalau es troba molt malmès i en estat ruïnós. Hi ha vestigis que testimonien ocupació humana en època ibèrica. Els murs que resten de la fortalesa medieval defineixen un recinte de planta quadrada, que no sobrepassa els 28 m, ni de llargada ni d'amplada; aquests murs són fets amb un aparell de carreus poc treballats disposats en filades horitzontals, no gaire regulars, i lligats amb morter de calç i sorra. Els angles són de carreus ben tallats, de pedra més groguenca que la utilitzada en els murs, que és grisa, i disposats al llarg i de través. En el mur de la banda S trobem una finestra de doble esqueixada, amb arc de mig punt a l'exterior i llinda plana a l'interior. L'arc és tallat en un sol bloc, i n'hi ha tres més, d'idèntiques característiques, però successivament més petits a mesura que ens apropem a l'interior. La llinda també és treballada en un sol bloc, on són tallades les arrencades dels muntants, fets amb carreus ben tallats. La finestra és feta amb el mateix tipus de material que els angles. Dels murs que devien tancar aquest recinte per l'E i pel N només en queda l'arrencada i part del fonament. Manca tot l'angle NE, on trobem un altre mur de característiques i orientació completament diferents.Hi ha restes de murs interiors, de muralla dels segles x i xiv, però el segon recinte ha de tenir relació, més aviat, amb una remodelació d'època avançada, potser ja del segle xv.
Gairebé al centre del recinte s'alçava una torre circular, avui completament enrunada. El diàmetre exterior era d'uns 6,5 m, i el gruix de les parets, d'1,45 m. Fou alçada amb un aparell molt semblant al dels primers murs descrits, la qual cosa fa pensar en un mateix moment constructiu.
El mur situat on hi hauria d'haver l'angle NE, inclinat gairebé 45° respecte dels anteriors, fa poc més de 13 m. Als extrems es veu l'arrencada de sengles murs, dels quals el que es troba a llevant —gairebé només se’n conserva el fonament— s'uneix amb el mur E del recinte del segle xv. En el punt on s'uneixen aquests murs i l'esmentat primerament, hi ha les restes de la capella, situada en un nivell inferior al del mur del segle xv, que sembla inutilitzar-la, i mostra clarament que és posterior. Aquests altres murs són fets de carreus desbastats, disposats en filades força horitzontals, lligades amb morter de calç i sorra, no tan abundant com en els murs del segle xv. Les mides dels carreus, però, són molt desiguals. Trobem també en certs llocs unes filades horitzontals de pedres planes, sense que pugui precisar-se si tenen o no alguna funció estructural concreta. Queden també, dalt d'aquest mur, les restes de la part baixa d'una espitllera rectangular, d'esqueixada simple, no adaptada a l'ús d'armes de foc, i per tant, anterior a la difusió d'aquestes.
Es creu que la major part de la pedra que formava part del poblat ibèric i iberoromà, desenvolupat en aquest indret entre el 200 i 50 aC, es feu servir per a la construcció del castell.
L'antiga capella del castell, dedicada a Sant Miquel, és documentada des del segle xii.

## Història
Castell termenat. Documentat el 1082. Certes cròniques expliquen que el castell fou cedit pel comte Borrell II a un cavaller franc; però el primer personatge real que hom troba a la història del castell fluctua entre els anys 1035 i 1076, quan «Umbertus» prestà jurament a Ramon Berenguer I pels castells de Montpalau i de Gironella. Fou Bernat de Cabrera que reparà -segle xiv- el castell; se suposa que en aquesta època és quan el castell rebé l'estructura arquitectònica que actualment s'albira malgrat el seu enderrocament. Dels Cabrera passà, per venda, als Montcada (1566), i d'aquests passà, per via matrimonial, a la casa ducal de Medinaceli (1756).
Cal destacar que aquest castell tenia un paper de fortalesa, no una funció residencial o d'habitatge permanent. La seva funció era més aviat simbòlica, d'intimidació de la pagesia i punt d'encontre esporàdic dels cavallers en les seves guaites (tasques de vigilància).
Molts segles abans de la construcció del castell, el lloc havia estat ocupat per un assentament ibèric que ha deixat nombrosos vestigis, datables a partir del segle iv aC, poblament que va tenir continuïtat en època romana. Probablement, la major part de la pedra d'aquest antic assentament degué ser utilitzada per a l'edificació del castell medieval, que es troba documentat des de mitjan segle xi, quan Umbert Odó i la seva muller Sicardis, senyors del Montseny, juraven fidelitat al comte Ramon Berenguer I pels castells de Montpalau («Mont Palaz») i Gironella. Durant el segle xii, els vescomtes de Cabrera van anar adquirint el ple domini de la jurisdicció de Montpalau, possessió que van mantenir fins al 1574, quan va ser venuda a Francesc I de Montcada, marquès d'Aitona.
Durant el segle xvii, la batllia de Montpalau comprenia els termes de Pineda de Mar, Sant Pere de Riu, Hortsavinyà, Sant Pol de Mar, Canet de Mar, Calella, Sant Cebrià de Vallalta i Sant Iscle de Vallalta. Dels Montcada va passar per via matrimonial als ducs de Medinaceli (segle xviii).